# Partido Socialismo y Libertad (Brasil)
El Partido Socialismo y Libertad (PSOL) (en portugués: Partido Socialismo e Liberdade) es un partido político brasileño fundado en junio de 2004. Obtuvo la inscripción definitiva en los tribunales electorales el 15 de septiembre de 2005. Su número electoral es el 50, sus colores son el rojo, el amarillo y el naranja, y su logotipo principal es un sol sonriente dibujado por el dibujante Ziraldo. El espectro político del PSOL se define desde la izquierda hasta la izquierda radical. Defendiendo el socialismo democrático, se considera un partido de amplia izquierda porque, al no funcionar por centralismo democrático, agrega varias corrientes internas desde reformistas hasta revolucionarias.
Su creación fue impulsada por disidentes del Partido de los Trabajadores (PT) que decían no estar de acuerdo con las políticas del partido. Ya en el primer año de gobierno de Lula, Luciana Genro, Heloísa Helena, Babá y João Fontes venían desoyendo las directrices de la bancada del PT en las votaciones en el Congreso y, por votar en contra de la reforma de las pensiones del gobierno de Lula, acabaron siendo expulsados por el directorio nacional del Partido de los Trabajadores.

## Resultados electorales

### Elecciones presidenciales
|  | 6,9 % |

|  | 0,9 % |

|  | 1,6 % |

|  | 0,6 % |

|  | 48,46 % |

|  | 50,90 % |

### Elecciones parlamentarias
|  | 1,2 % |

|  | 1,2 % |

|  | 1,8 % |

|  | 2,8 % |

|  | 4,2 % |